# Dubravski Markovac
 Dubravski Markovac  falu Horvátországban Zágráb megyében. Közigazgatásilag Dubravához tartozik.

## Fekvése
Zágrábtól 42 km-re keletre, községközpontjától 3 km-re északnyugatra, a megye keleti részén fekszik.

## Története
A településnek 1857-ben 135, 1910-ben 297 lakosa volt. Trianonig Belovár-Kőrös vármegye Križi járásához tartozott. 2001-ben 169  lakosa volt.

## Lakosság
| Lakosság változása | Lakosság változása | Lakosság változása | Lakosság változása | Lakosság változása | Lakosság változása | Lakosság változása | Lakosság változása | Lakosság változása | Lakosság változása | Lakosság változása | Lakosság változása | Lakosság változása | Lakosság változása | Lakosság változása |  |
| ------------------ | ------------------ | ------------------ | ------------------ | ------------------ | ------------------ | ------------------ | ------------------ | ------------------ | ------------------ | ------------------ | ------------------ | ------------------ | ------------------ | ------------------ |  |
| 1857               | 1869               | 1880               | 1890               | 1900               | 1910               | 1921               | 1931               | 1948               | 1953               | 1961               | 1971               | 1981               | 1991               | 2001               |  |
| 135                | 144                | 168                | 242                | 275                | 297                | 297                | 324                | 322                | 328                | 280                | 240                | 209                | 191                | 169                |  |

## Nevezetességei
A falu kis kápolnája 1935-ben épült.

## Külső hivatkozások
Dubrava község hivatalos oldala